# Hefaistos
Hefaistos (în greacă veche Ἥφαιστος, Hêphaistos) este, în mitologia greacă, zeul focului, al metalelor, al fierarilor, sculptorilor și artizanilor. Omologul lui Hefaistos în mitologia romană este Vulcan.
În mitologia greacă, Hefaistos era fie fiul lui Zeus și Hera, fie  fiul partenogen al Herei. El a fost alungat din Olimp de către mama sa din cauza deformațiilor sale, iar  într-o altă relatare, a fost aruncat de pe Muntele Olimp de Zeus pentru că a protejat-o pe Hera de avansurile sale.
Ca zeu fierar, Hefaistos a fabricat toate armele zeilor din Olimp. A slujit ca fierar al zeilor și a fost venerat în orașele industriale și  centrele meșteșugărești din Grecia, în special Atena. Cultul lui Hefaistos a avut sediul în Lemnos.  Simbolurile lui Hefaistos sunt  ciocanul de fierar, nicovala și perechea de clești.

## Etimologie
În dialogul socratic Cratil de Platon, Socrate consideră că s-ar trage din phaeos histora „cunoscător al luminii” dar consideră mai natural să aibă la rădăcină Phaistos „strălucitor” cu un e adăugat.
Hefaistos apare în   Linearul B  ca  A-pa-i-ti-jo , într-o inscripție găsită la Knossos.  Inscripția atestă   venerarea sa la acel moment, deoarece  se  citește    (H) āpʰaistios ,  sau  Hāphaistion .   Teonimul grecesc  Hēphaistos  este cel mai probabil de origine  pre-grecească, având formă fără  -i-  ( forma attică  Hēphastos ) ce prezintă o variație tipică pre-greacă.

## Caracterizare

### Epitete
- Amphigýeis (Ἀμφιγύεις) - „șchiopul”;

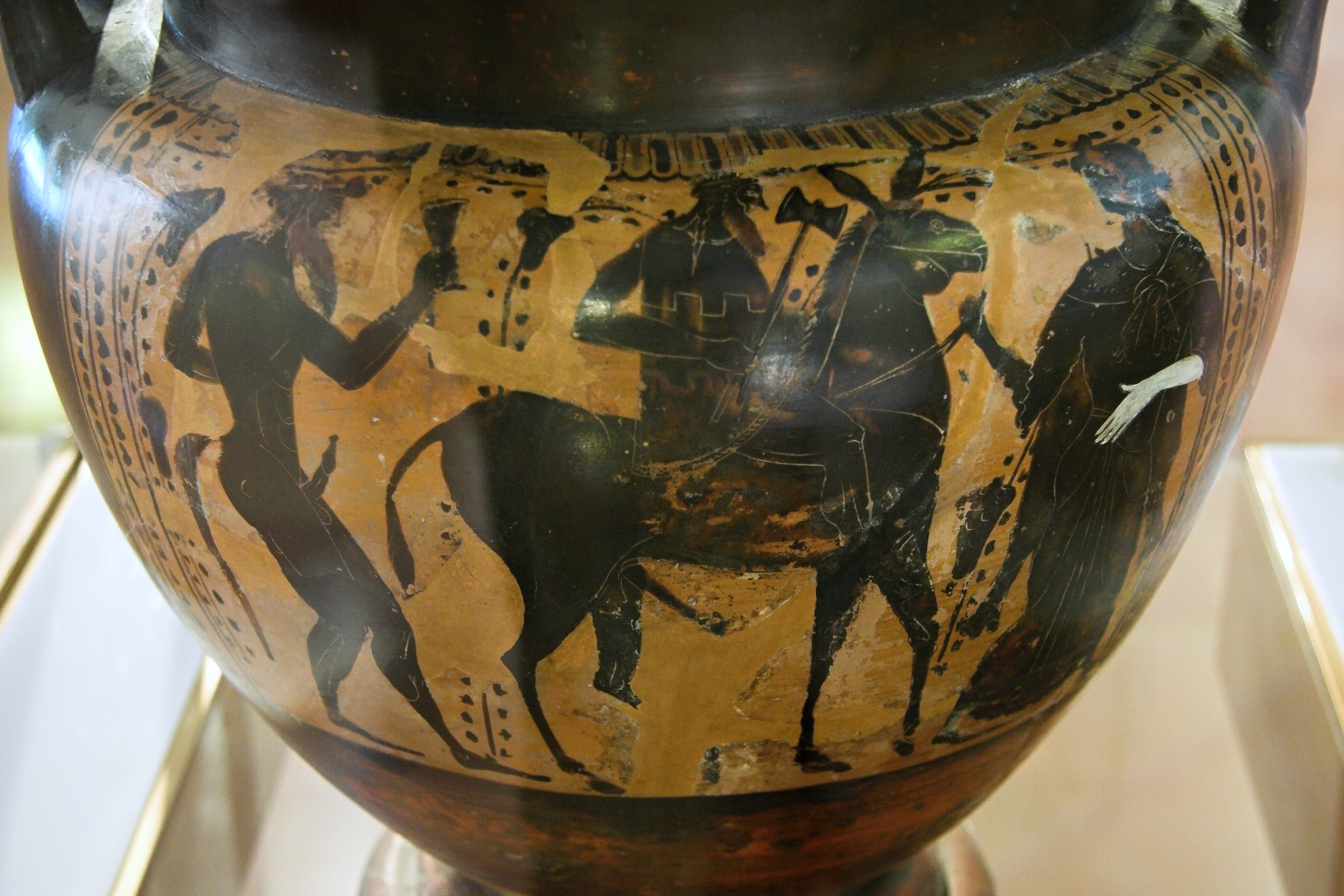
Vas ilustrând întoarcerea lui Hefaistos pe Muntele Olimp (550-500 î.Hr.)

- Klytotékhnēs (Κλυτοτέχνης) - „meșteșugar renumit”;
- Polýmētis (Πολύμητις) - „perspicace”, „priceput în toate” ;

### Atribute
Hefaistos, divinul întemeietor al artelor metalurgice, era reprezentat de cele mai multe ori cu înfățișarea unui fierar puternic, cu brațele musculoase și cu pieptul acoperit de păr. Avea părul lung și vâlvoi; o barbă ascuțită îi împlinea fața ce exprima atât bonomie, cât și răutate. Purta pe cap o bonetă de piele rotunjită și ascuțită. Haina-i de muncitor era scurtă și fără mâneci; era despicată în partea dreaptă și lasă descoperite umărul, brațul și o jumătate din piept. În mâna dreaptă ținea un ciocan, iar în stânga cleștele. Deși era șchiop, artiștii nu înfățișau acest lucru sau îl făceau abia vizibil.

## Mitologie

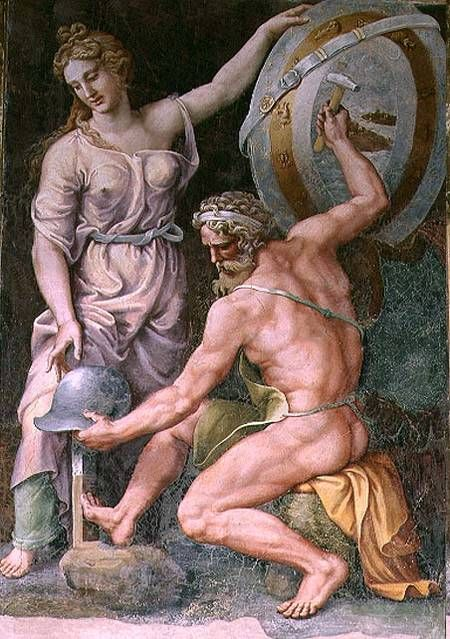
Hefaistos lucrând la armura și scutul lui Ahile (Iliada)

Hefaistos avea propriul său palat în Olimp, unde se afla atelierul său. Hefaistos a confecționat o mare parte din echipamentul magnific al zeilor și se spune că aproape orice lucrare din metal fin, impregnată cu puteri, care apare în mituri grecești, a fost făurită de Hefaistos. El a proiectat coiful și sandalele înaripate ale lui Hermes, platoșa Aegis, faimosul brâu al Afroditei, sceptrul lui Agamemnon, armura lui Ahile, cuirasa lui Diomede, carul lui Helios, precum și arcul și săgețile lui Eros. În relatările ulterioare, Hefaistos a lucrat cu ajutorul ciclopilor - printre care și asistenții săi de la forjă, Brontes, Steropes și Arges.
Într-o secvență a mitologiei grecești, Hera l-a expulzat pe Hefaistos din ceruri din cauza deficienței sale congenitale. El a căzut în ocean și a fost crescut de Thetis (mama lui Ahile și una dintre cele 50 de nereide) și de oceanida Eurynome.
Într-o altă relatare, Hefaistos, încercând să își salveze mama de avansurile lui Zeus, a fost aruncat din ceruri de Zeus. El a căzut timp de o zi întreagă și a aterizat pe insula Lemnos, unde a fost îngrijit și învățat să devină meșteșugar de către sințieni - un trib străvechi originar din acea insulă. Scriitorii de mai târziu îi descriu handicapul fizic ca fiind consecința celei de-a doua căderi, în timp ce Homer îl face invalid încă de la naștere. Hefaistos a fost unul dintre olimpienii care s-au întors acasă după ce au fost exilați.
Hefaistos a fost căsătorit cu Afrodita. Căsătoria cu Afrodita a avut loc din cauză că, fiind supărat pe mama lui, Hera, a făurit un jilț fermecat cu care a prins-o pe zeiță. Drept răsplată pentru eliberare, a cerut să se căsătorească cu Afrodita. Zeii s-au mirat de unirea dintre slutul șchiop și zeița frumuseții. Deși era căsătorită cu Hefaistos, Afrodita a avut o aventură cu Ares, zeul războiului. În cele din urmă, Hefaistos a descoperit aventura  prin intermediul lui Helios, Soarele atotvăzător, și a pus la cale o capcană în timpul uneia dintre aventurile lor. În timp ce Afrodita și Ares zăceau împreună în pat, Hefaistos i-a prins într-o plasă de lanț incasabil atât de fină, încât era invizibilă, și i-a târât pe Muntele Olimp pentru a-i face de rușine în fața celorlalți zei.
Hefaistos avea un fiu, uriașul Perifete. Zeul și-a crescut fiul în vulcanul Etna și i-a făurit o ghioagă turnată în bronz. Perifete a ajuns un tâlhar ce omora și jefuia călătorii din apropierea cetații Epidaur. A fost ucis de Tezeu în drumul acestuia spre Atena și ghioaga i-a fost luată de acesta.

## Cultul lui Hefaistos

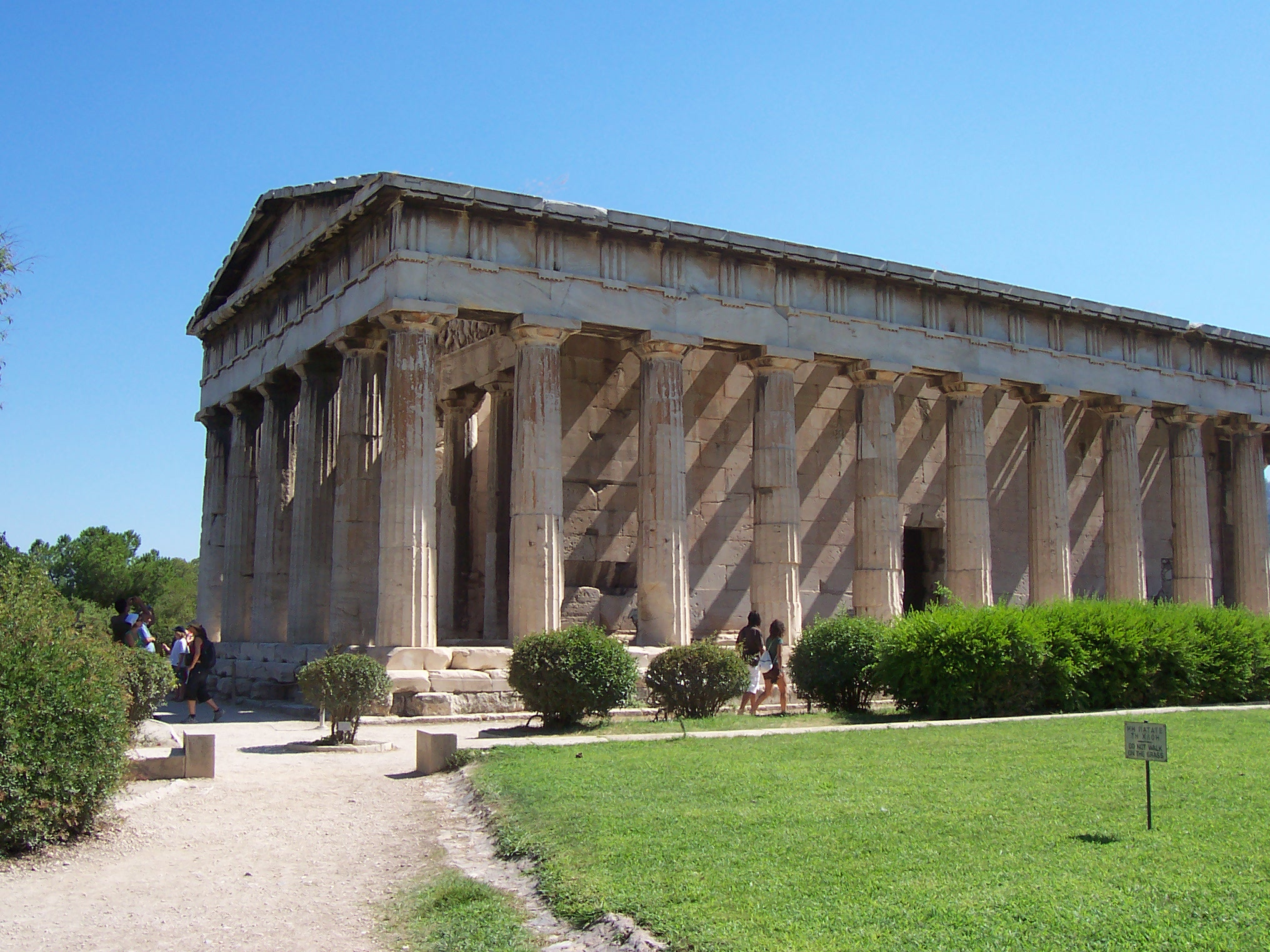
Templul lui Hefaistos din Atena

Solinus a scris că lycienii i-au dedicat un oraș lui Hefaistos și l-au numit Hephaestia. Localitatea Hephaestia din Lemnos a fost numită după zeu. În plus, întreaga insulă Lemnos era sacră lui Hefaistos.
Pausanias a scris că lycienii din Patara aveau un bol de bronz în templul lor ce aparținea lui Apollo și care fusese făcut de Hefaistos.
Pausanias a mai scris că satul Olympia din Elis avea un altar pentru râul Alpheios, alături de care se afla un altar pentru Hefaistos, denumit uneori altarul „celui războinic ca Zeus”.
Insula Thermessa, între Lipari și Sicilia, era numită și Hiera lui Hefaistos (ἱερὰ Ἡφαίστου), însemnând în greacă locul sacru al lui Hefaistos.

### Răspândire geografică
Cultele zeilor mitologiei grecești sunt vechi și adevărata lor întindere și popularitate este greu de determinat la acest moment. Ce rămâne se bazează pe mărturiile celor care trăiră atunci, printre care geografi și călători precum Strabon și Pausanias, și descoperiri arheologice.